# Neun Kinder und kein Vater
Neun Kinder und kein Vater (Originaltitel: The Amazing Mrs. Holliday) ist ein US-amerikanischer Spielfilm aus dem Jahr 1943 über die Rettung von chinesischen Waisenkindern durch eine beherzte Missionarin. Die Hauptrolle spielt Deanna Durbin. Regie führten Jean Renoir, der kurz vor Fertigstellung jedoch durch das Studio abgezogen wurde, und Bruce Manning, der alleine Screencredit bekam. Der Film markierte die Rückkehr von Deanna Durbin auf die Leinwand nach einem gut 12-monatigen Streit mit ihrem Studio um bessere Rollen.

## Handlung
Ruth Kirke, eine junge, mutige Missionarin, hat acht Waisenkinder aus den Kriegswirren in China gerettet und begleitet sie auf ihrem Weg in die USA. Kaum angekommen, muss Ruth erfahren, dass die Kinder nur dann im Land bleiben dürfen, wenn sie pro Kopf eine Bürgschaft in Höhe von 500 US-Dollar aufbringt. Mit Hilfe von Timothy Blake versucht Ruth, die insgesamt 4000 US-Dollar aufzutreiben. Ohne ihr Wissen behauptet Timothy, dass Ruth die Witwe von Commodore Holliday sei. Als Tom Holliday, der Neffe des Commodore den Schwindel aufdecken will, erzählt ihm Ruth die ganze Geschichte der Rettung und welche Rolle der Commodore dabei spielte. Dann stellt sich heraus, dass der Commodore nicht, wie alle glauben, gefallen ist, sondern lebendig und in Begleitung eines weiteren Waisenkindes wieder auftaucht. Am Ende löst sich der Schwindel zur Zufriedenheit aller Beteiligten auf und Ruth heiratet Tom.

## Hintergrund
Deanna Durbin war seit 1936 zum größten und bis zum Auftreten von Bud Abbott und Lou Costello auch einzigen Star des Studios Universal Pictures aufgestiegen. Der Übergang ins Erwachsenenfach war mit den Jahren problemlos gelungen, doch Durbin zeigte sich zunehmend unzufrieden mit den ewig gleichen Rollenstereotypen, die sie zu spielen hatte. Die Schauspielerin verlangte nach dramatischen Rollen, während die Produzenten sie stets aufs Neue als „Miss Fixit“ einsetzen, als beherzte junge Frau, die alle Probleme mit einem Lächeln und einen Lied auf den Lippen löst. Der schwelende Konflikt kam schließlich im Spätsommer 1941 zum Ausbruch, als sich Durbin weigerte, die das Drehbuch für ihren nächsten Film, eine leichte Romanze mit Gesangseinlagen, zu akzeptieren. Erst gut ein Jahr später einigte sich Durbin mit dem Studio und erhielt neben einer höheren Gage auch Mitspracherechte in Bezug auf Drehbuch und Regisseur.
Das nächste Projekt sollte unter dem Titel Forever Yours und mit Jean Renoir als Regisseur in Produktion gehen. In der ursprünglichen Konzeption war der Film stärker in Richtung Drama vor dem Hintergrund des Kriegs in China konzipiert und sollte Durbin die Gelegenheit geben, sich als ernsthafte Schauspielerin zu etablieren. Die Probleme begannen, als sich das Studio entschloss, etliche Songs in die Handlung einzubauen und das gesamte Drehbuch in Richtung Komödie zu ändern. Offiziell wurde der Austausch von Jean Renoir durch Bruce Manning mit dem langsamen Arbeitstempo Renoirs und einer angeblichen Erkrankung begründet. Manning drehte den Film fast komplett neu. Als der Film schließlich als The Amazing Mrs. Holliday in Verleih kam, fand er weder die ungeteilte Zustimmung der Fans noch der Kritiker.

## Songs
Im Verlauf der Handlung singt Deanna Durbin folgende Lieder:
- „Mong Djang Nu“ – traditionelles chinesisches Wiegenlied
- „The Old Refrain“ (Fritz Kreisler, Alice Mattullath)
- „Mighty Lak' a Rose“ (Ethelbert Nevin, Frank L. Stanton)
- „Vissi d’arte“, Arie aus Tosca von Giacomo Puccini
- „Rock-a-bye Baby“ (Effie I. Canning)

## Auszeichnungen
Bei der Oscarverleihung 1944 erhielt der Film eine Nominierung in der Kategorie:
- Beste Filmmusik (Drama/Komödie) – Hans J. Salter, Frank Skinner